# Moorine Rock
Moorine Rock är en ort i Australien. Den ligger i kommunen Yilgarn och delstaten Western Australia, omkring 320 kilometer öster om delstatshuvudstaden Perth.
Trakten runt Moorine Rock är nära nog obefolkad, med mindre än två invånare per kvadratkilometer.. Det finns inga andra samhällen i närheten.
Omgivningarna runt Moorine Rock är i huvudsak ett öppet busklandskap. Genomsnittlig årsnederbörd är 339 millimeter. Den regnigaste månaden är november, med i genomsnitt 45 mm nederbörd, och den torraste är april, med 13 mm nederbörd.